# Abraxas invasata
Abraxas invasata là một loài bướm đêm thuộc họ Geometridae. Nó được Warren miêu tả năm 1897. Loài này có ở Borneo.
The habitat consists of lower và upper montane regions. The species mostly flies by day but may also come to light at night.